# 연준모치
연준모치(학명: Phoxinus phoxinus)는 잉어과에 속하는 민물고기로, 연준모치속의 모식종이다. 몸길이는 최대 14cm까지 자라나 보통은 7cm 내외이다. 유라시아 대륙 전체에 널리 분포하며 12–20 °C의 서늘한 수온을 유지하는 하천과 산소 농도가 풍부한 호수 등지에 서식한다. 한국에서는멸종위기 야생생물 Ⅱ급으로 지정되어 보호받고 있다.